# 박승진 (1941년)
박승진(朴承振, 1941년 1월 11일 ~ 2011년 8월 5일)은 북한의 전 축구 선수로 과거 포지션은 미드필더였다.

## 선수 시절
북한 국가대표팀 소속으로 1966년 FIFA 월드컵 본선에 참가하여 전 대회 3위팀인 칠레와의 4조 조별리그 2차전과 당시 에우제비우가 활약하던 포르투갈과의 8강전에서 각각 1골씩 기록하였다.
이후 대니얼 고든 감독이 제작한 다큐멘터리 영화 <천리마 축구단>에도 출연하였으며 동료 선수였던 한봉진의 증언에 따르면 박승진은 발목에 고무줄을 매어 손으로 잡고 오른발 1,000번, 왼발 1,000번씩 차는 연습을 하며 하체를 단련했다고 한다.

## 그 외
1966년 FIFA 월드컵 이후 박승진은 간첩 혐의로 요덕 정치범수용소에서 12년간 강제노동을 하였다는 말이 있는데 추후 확인이 필요하다.
천리마 축구단에 출연했을 당시엔 꽤 고위층으로 출세해서 훈장을 주렁주렁 달고 있었으며 잘 살고 있었기에 정말 수용소에 있었던 사람이라고 보기는 힘들었다.

## 주요 대회 성적
- 1966년 FIFA 월드컵 8강